# Charles Webb
Charles Webb (San Francisco, 9 giugno 1939 – Eastbourne, 16 giugno 2020) è stato uno scrittore statunitense.
È autore di vari romanzi sebbene sia molto più conosciuto per il suo scritto più famoso, Il laureato, portato poi sul grande schermo grazie all'omonimo film con Dustin Hoffman.

## Biografia
Webb è cresciuto nell'agiata Pasadena, in California. Ha frequentato la Midland School a Los Olivos e si è laureato al Williams College nel 1961. Ha rifiutato l'eredità di suo padre, un ricco medico. Egli ha vissuto per diversi anni ad Hastings-on-Hudson, nello stato di New York.
Webb vive con la sua partner Eve da più di 40 anni. Eve si rade i capelli e si fa chiamare "Fred", come un gruppo di supporto californiano chiamato appunto Fred, per donne che soffrono di bassa stima di loro stesse. Fred è un'artista e i suoi lavori comprendono le illustrazioni per il romanzo di Webb New Cardiff, pubblicato nel 2002. La coppia ha due figli, uno dei quali è attualmente un artista performativo che una volta cucinò e mangiò una copia de Il laureato con salsa di mirtilli rossi.
I Webb ritirarono i figli dalla scuola in modo da istruirli in casa; a quei tempi, era un atto illegale e per evitare le autorità essi scapparono dal Paese, giungendo a gestire un campo di nudisti nel New Jersey. Inoltre Webb ed Eve divorziarono (le motivazioni cambiano, non è stato dovuto ad incompatibilità di carattere, entrambi sono contro l'istituzione del matrimonio o contro la mancanza di diritti per il matrimonio tra omosessuali negli USA). Hanno liquidato i regali di matrimonio agli stessi da cui li avevano ricevuti, hanno dato via quattro case di seguito, hanno vissuto da poveri facendo lavori umili come uomo delle pulizie, cuoco, raccoglitore di frutta, hanno lavorato al K-Mart e vissuto in una catapecchia.
Si sono poi trasferiti nell'East Sussex, a Hove poi Eastbourne, dove lui è morto nel giugno 2020.

### Il Laureato
Il primo romanzo di Webb nonché il più famoso pubblicato nel 1963.
A quanto si dice, è basato su una sua vecchia relazione con una donna matura, ricca, bella e sposata, che conduceva una vita mondana a Pasadena creando un gran disturbo nel paese conservatore. Scritta al bar sui bordi della piscina del Pasadena Huntington Hotel, la storia è il classico esempio delle tensioni sociali degli anni sessanta. Come la maggior parte dei suoi scritti, è forse più degno di subitanea attenzione grazie ai suoi dialoghi perfetti, il suo umorismo beffardo (se non malizioso) e per le dichiarazioni incomplete ed evocative. Il personaggio che incarna la donna matura e seducente nella Signora Robinson ha probabilmente trovato un posto permanente nella storia culturale americana.
Nel 1967 fu tratto dal romanzo un film di enorme successo girato da Mike Nichols. Webb ha dichiarato di non essersi mai sentito a proprio agio con le attenzioni che il film gli portava perché egli si sentiva preoccupato dal suo stato di artista serio. Webb vendette i diritti del film in un solo, episodico pagamento; è stato riportato che fosse di 20.000 dollari. Raramente egli si è associato alle pubblicità del film e non particolarmente alla crescita della reputazione del film. Buck Henry e Calder Willingham, gli sceneggiatori, si sono attribuiti molti meriti per il lavoro malgrado abbiano preso la maggior parte dei dialoghi direttamente dal libro. Durante l'enorme successo del film il produttore, Joseph E.Levine, ha offerto a Webb un riconoscimento di un'ulteriore somma di 10.000 dollari.
Nonostante il libro fosse uno dei romanzi più efficaci e significativi degli anni sessanta e, grazie soprattutto al film, uno dei più quotati, in genere è escluso dai canoni letterari del periodo, come altri libri di Webb.

### Home School
Nell'aprile 2006 fu riferito che Webb avesse scritto un sequel de Il Laureato, intitolato Home School, ma ne venne rifiutata la pubblicazione a causa di una scappatoia del copyright. infatti, quando Webb vendette i diritti del film Il Laureato negli anni sessanta, egli cedette i diritti anche a qualsiasi altro sequel. Se avesse pubblicato Home School, Canal+, la compagnia media francese che ora possiede i diritti de Il Laureato, avrebbe potututo adattare il romanzo per lo schermo senza l'autorizzazione dell'autore. Alcuni estratti di Home School furono stampati su The Times il 2 maggio 2006. Webb inoltre disse al quotidiano che c'era una possibilità di trovare un editore per il testo completo, tenendo conto che avrebbe potuto recuperare i diritti del film usando la legge sulla proprietà degli intellettuali francesi. Intanto, fu anche riferito che Webb e sua moglie fossero in difficoltà economiche e che stavano fronteggiando lo sfratto della loro casa, a causa di un affitto di circa 1.600 sterline.
Webb affermò al The Times che nonostante avesse continuato a scrivere, "le vendite [dei suoi libri] no", visto che spende la maggior parte del suo tempo prendendosi cura di Fred, che è clinicamente depressa da quando ebbe un esaurimento nervoso nel 2001. Nel maggio 2006, comunque, The Times riferì che Webb avesse firmato un contratto di pubblicazione per Home School con la Random House che avrebbe voluto metterlo in grado di far fronte a quasi tutti i suoi debiti e di tentare, con gli avvocati francesi, di recuperare i suoi diritti. Il 27 maggio 2007, The Sunday Telegraph pubblicò un articolo in cui si sosteneva che il romanzo sarebbe stato pubblicato a giugno, inoltre si riportava che Webb si era spostato a Eastbourne. Home School fu pubblicato dalla Hutchinson nel giugno 2007. ISBN 978-0-09-179565-8, e dalla St. Martin's Press nel gennaio 2008, ISBN 9780312376307.

## Opere
- Il laureato (The graduate) (1963), Milano, Mondadori, 1968 - Nuova ed. Mattioli 1855, Fidenza 2017 ISBN 978-88-6261-576-1.
- Affettuosamente, Roger (Love, Roger) (1969), Milano, Mondadori, 1970
- Il matrimonio di un giovane agente di cambio (The Marriage of a Young Stockbroker) (1970), Milano, Mondadori, 1972
- Orphans and Other Children (1975)
- The Abolitionist of Clark Gable Place (1976)
- Elsinor (1977)
- Il grande slam (Booze, 1979), Mattioli 1855, Fidenza 2015 ISBN 978-88-6261-483-2.
- Volare via (New Cardiff) (2002), Milano, Sonzogno, 2002 ISBN 88-454-2250-X.
- Bentornata, Mrs. Robinson (Home School, 2007), Mattioli 1855, Fidenza 2018 ISBN 978-88-6261-667-6.